# Ultrahochenergetische kosmische Strahlung
In der Astroteilchenphysik ist ein ultrahochenergetischer kosmischer Strahl (englisch ultra-high-energy cosmic ray) (UHECR) ein Teilchen der kosmischen Strahlung mit einer Energie von mehr als 1 Exaelektronenvolt (EeV) (also 1018 Elektronenvolt oder ca. 0,16 Joule), was weit über den für kosmische Strahlungsteilchen typischen Energien liegt.
Ein „extrem energiereicher kosmischer Strahl“ (englisch extreme-energy cosmic ray) (EECR) ist ein UHECR mit einer Energie von mehr als 5 · 1019 eV (etwa 8 Joule, das ist die Energie eines sich mit etwa 99,999 999 999 999 999 999 98 % der Lichtgeschwindigkeit bewegenden Protons), der sogenannten Greisen-Zatsepin-Kuzmin-Grenze (GZK-Cutoff). Dieser Grenzwert dürfte die maximale Energie von Protonen der kosmischen Strahlung sein, die eine lange Strecke zurückgelegt haben (etwa 160 Millionen Lichtjahre), da Protonen mit höherer Energie auf dieser Strecke aufgrund der Streuung an Photonen im kosmischen Mikrowellenhintergrund Energie verlieren. Somit können EECR keine Überbleibsel aus dem frühen Universum sein, sondern sie sind kosmologisch betrachtet „jung“ und irgendwo im Lokalen Superhaufen durch einen – unbekannten – physikalischen Prozess entstanden.
Der Großteil der kosmischen Strahlung besteht aus Protonen. Es gibt Hinweise darauf, dass es sich bei den energiereichsten kosmischen Strahlen um Eisen-Atomkerne handeln könnte. Da für Atomkerne der GZK-Cutoff bei höheren Werten liegt als beim Proton – jedes Nukleon trägt ja nur den entsprechenden Bruchteil der Gesamtenergie des Kerns – könnten Atomkerne aus großer Entfernung stammen. Für einen Atomkern mit der Masse des Eisenkerns läge der entsprechende Grenzwert bei 2,8 · 1021 eV. Während aufgrund kernphysikalischer Prozesse bei Eisenkernen ein ähnlicher Grenzwert wie bei Protonen zu erwarten ist, sollten die Grenzwerte anderer häufiger Kerne noch niedriger sein.

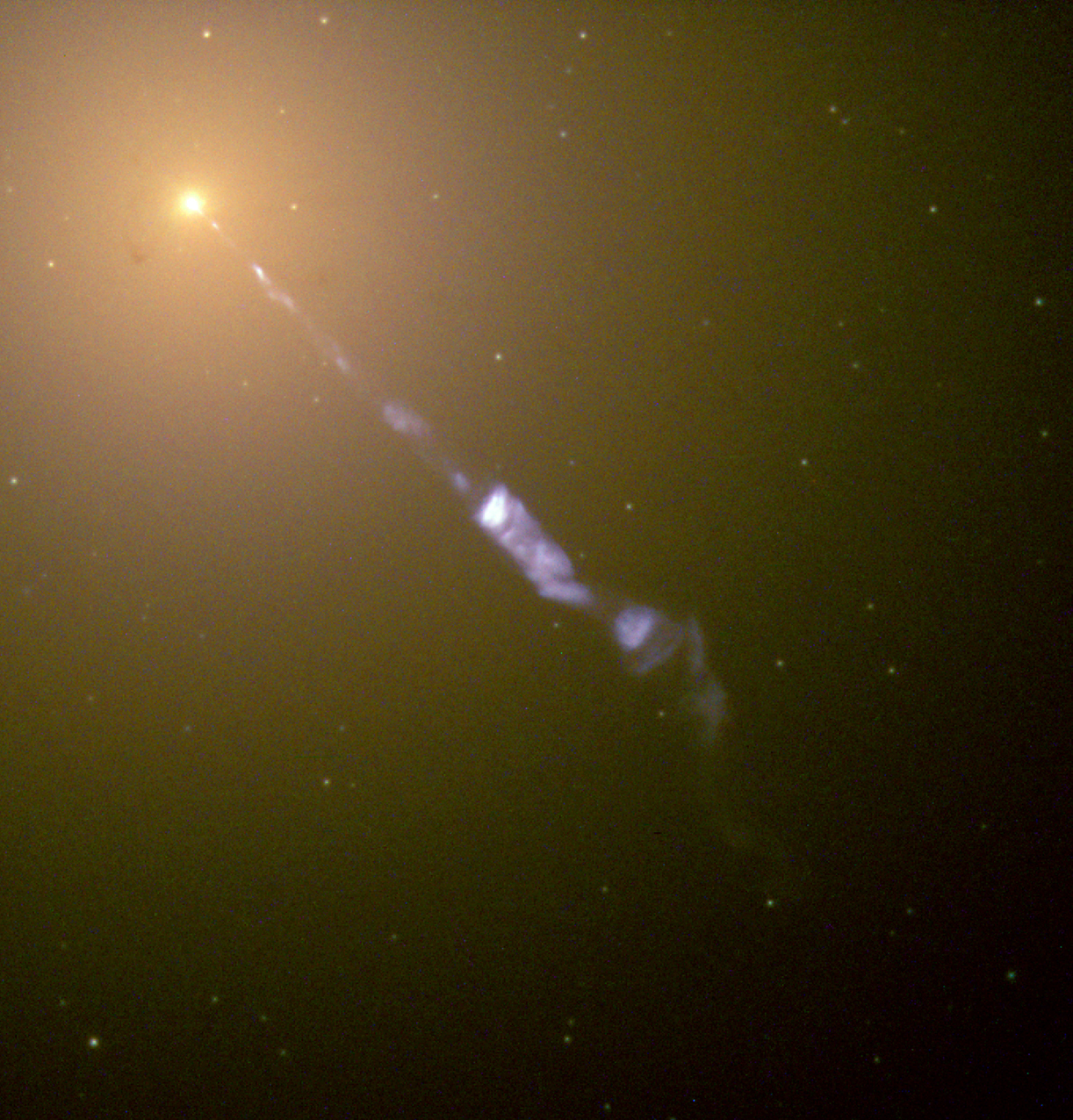
Elliptische Galaxie M87, die einen relativistischen Jet ausstößt, wie vom Hubble-Weltraumteleskop am 6. Juli 2000 beobachtet

Solche extrem energiereichen Teilchen sind äußerst selten; zwischen 2004 und 2007 wurden bei den ersten Durchläufen des Pierre-Auger-Observatoriums 27 Ereignisse mit geschätzten Ankunftsenergien von über 5,7 · 1019 eV entdeckt, d. h. etwa ein solches Ereignis alle vier Wochen in dem 3000 km² großen Gebiet, das vom Observatorium überwacht wurde.
Die hypothetischen Quellen für EECR sind als Zevatrons bekannt, benannt in Anlehnung an das Bevatron des Lawrence Berkeley National Laboratory und das Tevatron des Fermilab und daher in der Lage, Teilchen auf 1 Zettaelektronenvolt (ZeV) oder 1021 eV, zu beschleunigen. Im Jahr 2004 wurde die Möglichkeit in Betracht gezogen, dass galaktische Jets als Zevatrons wirken und zwar aufgrund der diffusiven Beschleunigung von Teilchen durch Schockwellen innerhalb der Jets. Insbesondere Modelle legten nahe, dass die Schockwellen des nahe gelegenen galaktischen Jets M87 einen Eisenkern auf ZeV-Bereiche beschleunigen könnten. Im Jahr 2007 beobachtete das Pierre-Auger-Observatorium eine Korrelation von EECR mit extragalaktischen supermassiven schwarzen Löchern im Zentrum naher Galaxien, die als aktive galaktische Kerne (englisch active galactic nucleus) (AGN) bezeichnet werden. Die Stärke der Korrelation wurde jedoch mit fortlaufenden Beobachtungen schwächer. Die extrem hohen Energien könnten auch durch den Zentrifugalmechanismus bei der Beschleunigung rotierender Magnetosphären  von aktiven Galaxienkernen erklärt werden, obwohl neuere Ergebnisse darauf hindeuten, dass weniger als 40 % dieser kosmischen Strahlung aus den aktiven Galaxienkernen zu stammen scheinen, eine viel schwächere Korrelation als früher berichtet. Ein spekulativerer Vorschlag von Grib und Pavlov (2007, 2008) sieht den Zerfall der überschweren dunklen Materie durch den Penrose-Prozess vor.

## Beobachtungsgeschichte
Siehe auch: Oh-My-God-Teilchen und Amaterasu-Teilchen
Die erste Beobachtung eines Teilchens der kosmischen Strahlung mit einer Energie von mehr als 1,0 · 1020 eV (≈ 16 Joule) wurde 1962 von John Linsley und Livio Scarsi beim „Volcano Ranch Experiment“ in New Mexico gemacht.
Seither wurden kosmische Strahlungsteilchen mit noch höheren Energien beobachtet. Dazu gehörte das Oh-My-God-Teilchen, das vom „Fly’s Eye-Experiment“ der University of Utah am Abend des 15. Oktober 1991 über dem Dugway Proving Ground in Utah beobachtet wurde. Seine Beobachtung war ein Schock für die Astrophysiker, die seine Energie auf etwa 3,2 · 1020 eV (≈ 50 Joule) schätzten – mit anderen Worten: ein Atomkern mit einer kinetischen Energie, die der eines Baseballs (142 Gramm) entspricht, der sich mit etwa 100 Kilometern pro Stunde fortbewegt.
Die Energie dieses Teilchens ist etwa 40 Millionen Mal so hoch wie die der energiereichsten Protonen, die bisher in einem irdischen Teilchenbeschleuniger erzeugt wurden. Bei der Wechselwirkung zwischen Teilchen ist aber nicht die Energie des einzelnen Teilchens entscheidend, sondern die Schwerpunktsenergie {\displaystyle {\sqrt {s}}}. In einem Collider ist diese proportional zur Energie des Teilchens; in einem Fixed-Target-Experiment, wenn ein Teilchen aus der kosmischen Strahlung auf ein sich im Ruhe befindendes Proton auf der Erde trifft, nur proportional zur Wurzel seiner Energie ({\displaystyle {\sqrt {s}}\approx {\sqrt {2Em}}}). Dies ergibt für dieses Teilchen 7,5 · 1014 eV, also etwa das 50-fache der Kollisionsenergie des Large Hadron Collider.
Seit der ersten Beobachtung durch den „Fly’s Eye Cosmic Ray Detector“ der University of Utah wurden mindestens fünfzehn ähnliche Ereignisse aufgezeichnet, die das Phänomen bestätigen. Diese sehr energiereichen Teilchen der kosmischen Strahlung sind sehr selten; die Energie der meisten Teilchen der kosmischen Strahlung liegt zwischen 10 MeV und 10 GeV.

## Observatorien für ultra-hochenergetische kosmische Strahlung
- Das AGASA (Akeno Giant Air Shower Array) in Japan war eine Anordnung von Teilchendetektoren, die den Ursprung der ultrahochenergetischen kosmischen Strahlung untersuchen sollte. Es war von 1987 bis 1991 im Einsatz und wurde 2004 außer Betrieb genommen.
- Die Antarctic Impulsive Transient Antenna (ANITA) detektiert ultrahochenergetische kosmische Neutrinos, die vermutlich von ultrahochenergetischen Teilchen der kosmischen Strahlung verursacht werden.
- Das Extreme Universe Space Observatory onboard Japanese Experiment Module (JEM-EUSO) ist das erste Weltraummissionskonzept, das der Erforschung der kosmischen Strahlung und Neutrinos mit extremer Energie (E > 5·1019 eV) gewidmet ist.
- Das GRAPES-3-Experiment oder (Gamma Ray Astronomy PeV EnergieS phase-3) ist ein Projekt zur Untersuchung der kosmischen Strahlung mit einem Luftschauer-Detektor-Array und großflächigen Myon-Detektoren in Ooty in Südindien.
- Der High Resolution Fly’s Eye Cosmic Ray Detector oder HiRes war ein Observatorium für ultrahochenergetische kosmische Strahlung, das von Mai 1997 bis April 2006 in der Großen Salzwüste von Utah betrieben wurde.
- MARIACHI (Mixed Apparatus for Radar Investigation of Cosmic-rays of High Ionization) ist eine Apparatur zum Nachweis ultrahochenergetischer kosmischer Strahlung (UHECR) durch bi-statische Radarinterferometrie mit Ultrakurzwellen-Sendern. Es befindet sich auf Long Island im Bundesstaat New York.
- Das Pierre-Auger-Observatorium ist ein internationales Observatorium für kosmische Strahlung in Argentinien, das die ultrahochenergetische kosmische Strahlung aufspüren soll: subatomare Teilchen, die sich fast mit Lichtgeschwindigkeit fortbewegen und jeweils Energien von mehr als 1018 eV haben.
- Das Telescope Array-Project ist eine internationale Zusammenarbeit zwischen Forschungs- und Bildungseinrichtungen in Japan, den Vereinigten Staaten, Russland, Südkorea und Belgien.[10] Das Experiment dient der Beobachtung von Luftschauern, die durch ultrahochenergetische kosmische Strahlung ausgelöst werden; unter Verwendung einer Kombination aus Boden-Array und Luft-Fluoreszenz-Techniken. Es befindet sich in der Hochwüste im Millard County in Utah, auf einer Höhe von 1.400 Metern über dem Meeresspiegel.
- Das Yakutsk Extensive Air Shower Array ist eine wissenschaftliche Einrichtung, die gebaut wurde, um hochenergetische Teilchen bzw. kosmische Strahlung aus dem Weltraum aufzuspüren. Dazu gehören in der Regel Photonen (hochenergetisches Licht), Elektronen, Protonen und einige schwerere Atomkerne sowie Antimaterieteilchen. Etwa 90 % der kosmischen Strahlung sind Protonen, 9 % sind Alphateilchen und die restlichen ~ 1 % sind andere Teilchen.
- Das Tunka-Experiment, das jetzt TAIGA (Tunka Advanced Instrument for cosmic ray physics and Gamma Astronomy) heißt, misst Luftschauer, die durch geladene kosmische Strahlung oder hochenergetische Gammastrahlung ausgelöst werden. TAIGA befindet sich in Sibirien im Tunka-Tal in der Nähe des Baikalsees.
- Das COSMICi-Projekt an der Florida A&M University entwickelt in Zusammenarbeit mit „MARIACHI“ eine Technologie für ein verteiltes Netz von kostengünstigen Detektoren für UHECR-Luftschauer.
- Das Cosmic-Ray Extremely Distributed Observatory (CREDO) ist ein wissenschaftliches Projekt, das Ende August 2016 von polnischen Wissenschaftlern des Instituts für Kernphysik (polnisch Instytut Fizyki Jądrowej im. Henryka Niewodniczańskiego) in Krakau initiiert wurde (auch Forscher aus der Tschechischen Republik, der Slowakei und Ungarn haben sich dem Projekt angeschlossen) und das den Nachweis kosmischer Strahlung und die Suche nach dunkler Materie zum Ziel hat.[11]

### Pierre-Auger-Observatorium
Das Pierre-Auger-Observatorium ist ein internationales Observatorium für kosmische Strahlung zum Nachweis ultrahochenergetischer kosmischer Strahlungsteilchen (mit Energien über 1020 eV). Diese hochenergetischen Teilchen haben eine geschätzte Ankunftsrate von nur 1 pro Quadratkilometer pro Jahrhundert. Um eine große Anzahl dieser Ereignisse aufzeichnen zu können, hat das Auger-Observatorium im Westen der argentinischen Provinz Mendoza ein Detektionsgebiet von 3.000 km² (so groß wie Rhode Island) eingerichtet.
Das Pierre-Auger-Observatorium (PAO) erhält nicht nur Richtungsinformationen von der Gruppe von Wassertanks mit hochreinem Wasser, die zur Beobachtung der Komponenten des kosmischen Strahlenschauers verwendet werden, sondern verfügt auch über vier Teleskope, die auf den Nachthimmel ausgerichtet sind, um die Fluoreszenz der Stickstoffmoleküle zu beobachten, wenn die Schauerteilchen den Himmel durchqueren, was weitere Richtungsinformationen über die ursprünglichen Teilchen der kosmischen Strahlung liefert.
Im September 2017 stützten Daten aus 12 Jahren Beobachtungen des PAO eine extragalaktische Quelle (außerhalb der Erdgalaxie) für den Ursprung der extrem hochenergetischen kosmischen Strahlung.

## Mögliche Erklärungen

### Neutronensterne
Eine mögliche Quelle für UHECR-Teilchen ist ihre Entstehung in Neutronensternen. In jungen Neutronensternen mit Rotationsperioden von < 10 ms beschleunigen die magnetohydrodynamischen (MHD) Kräfte der quasi-neutralen Flüssigkeit aus supraleitenden Protonen und Elektronen, die in einem Neutronen-Suprafluid existieren, Eisenkerne auf UHECR-Geschwindigkeiten.
Das Neutronen-Suprafluid in schnell rotierenden Sternen erzeugt ein Magnetfeld von 108 bis 1011 Tesla, bei dem der Neutronenstern als Magnetar eingestuft wird. Dieses Magnetfeld ist das stärkste stabile Feld im beobachtbaren Universum und erzeugt den relativistischen magnetohydrodynamischen (MHD) Wind, von dem man annimmt, dass er die von der Supernova übrig gebliebenen Eisenkerne auf die notwendige Energie beschleunigt.
Eine weitere mögliche Quelle für UHECRs von Neutronensternen ist eine Quark-Nova, d. h. eine hypothetische Umwandlung (Verbrennung) eines Neutronensterns in einen Quarkstern (englisch strange star). Diese Hypothese beruht auf der Annahme, dass seltsame Materie der Grundzustand der Materie ist, für die es keine experimentellen oder beobachteten Daten gibt, die sie stützen. Aufgrund des immensen Gravitationsdrucks des Neutronensterns geht man davon aus, dass kleine Materietaschen, die aus Up-, Down- und Strange-Quarks bestehen und sich im Gleichgewicht befinden, als ein einziges Hadron wirken (im Gegensatz zu einer Anzahl von Sigma- bzw. Σ0 Baryonen). Dies führt dazu, dass der gesamte Stern zu seltsamer Materie umgewandelt wird, woraufhin der Neutronenstern zu einem Quarkstern wird und sein Magnetfeld zusammenbricht, weil die Protonen und Neutronen in der quasi-neutralen Flüssigkeit zu Strangelets, bestehend aus seltsamen Teilchen (englisch strange particles) geworden sind. Dieser Zusammenbruch des Magnetfelds setzt elektromagnetische Wellen mit großer Amplitude (englisch large amplitude electromagnetic waves; kurz LAEMWs) frei. Die LAEMWs beschleunigen so leichte Reste an Ionen aus der Supernova auf UHECR-Energien.
Ultrahochenergetische Elektronen der kosmischen Strahlung (definiert als Elektronen mit Energien von ≥ 1014 eV) könnten beispielsweise auch durch den Zentrifugalmechanismus bei der Beschleunigung von Magnetosphären in Pulsaren, wie dem des im Zentrum des Krebsnebels gelegenen Krebspulsars (engl. Crabpulsar) genannt, erklärt werden.
Die Möglichkeit einer Beschleunigung von Elektronen auf diese Energieskala in der Magnetosphäre des Krebs-Pulsars wird durch die 2019 erfolgte Beobachtung von ultrahochenergetischer Gammastrahlung aus dem Krebsnebel, einem jungen Pulsar mit einer Rotationsperiode von 33 ms, unterstützt.

### Aktive galaktische Kerne
Wechselwirkungen mit der blauverschobenen kosmischen Mikrowellen-Hintergrundstrahlung begrenzen die Entfernung, die diese Teilchen zurücklegen können, bevor sie Energie verlieren; dies ist als Greisen-Zatsepin-Kuzmin-Grenze oder GZK-Cutoff bekannt.
Die Quelle dieser hochenergetischen Teilchen ist seit vielen Jahren ein Rätsel. Jüngste Ergebnisse des Pierre-Auger-Observatoriums zeigen, dass die Einfallsrichtungen der ultrahochenergetischen kosmischen Strahlung offenbar mit den extragalaktischen supermassiven schwarzen Löchern im Zentrum naher Galaxien, den so genannten aktiven galaktischen Kernen (AGN), korreliert sind.
Von einigen supermassereichen Schwarzen Löchern in aktiven galaktischen Kernen ist bekannt, dass sie rotieren, wie z. B. in der Seyfertgalaxie MCG 6-30-15 mit zeitlicher Variabilität in ihren inneren Akkretionsscheiben. Der Spin von Schwarzen Löchern, auch „Kerr-Parameter“ genannt ({\displaystyle a={\frac {J}{M}}}) ist ein potenziell wirksames Mittel, um die UHECR-Produktion anzutreiben, vorausgesetzt, die Ionen werden in geeigneter Weise beschleunigt, um begrenzende Faktoren tief im Inneren des galaktischen Kerns zu umgehen, insbesondere die Krümmungsstrahlung (engl. curvature radiation; (CR)) und die inelastische Streuung mit der Strahlung aus der inneren Scheibe. Intermittierende Seyfert-Galaxien mit geringer Leuchtkraft könnten diese Anforderungen erfüllen, indem sie mehrere Lichtjahre vom Kern entfernt, aber dennoch innerhalb ihrer ausgedehnten Ionen-Tori einen Linearbeschleuniger bilden, dessen UV-Strahlung für die Zunahme an ionischen Verunreinigungen sorgt. Die entsprechenden elektrischen Felder sind klein, in der Größenordnung von 10 V/cm, wobei die beobachteten UHECRs auf die astronomische Größe der Quelle hinweisen. Verbesserte Statistiken des Pierre-Auger-Observatoriums werden dazu beitragen, die derzeit vermutete Verbindung von UHECRs (aus dem lokalen Universum) mit Seyfertgalaxien und LINERs (Low-ionization nuclear emission-line regions) zu identifizieren.

### Weitere mögliche Quellen der Partikel
Andere mögliche Quellen für UHECR sind:
- Radioblasen (englisch radio lobes) von starken Radiogalaxien
- Hypernovas[22]
- Relativistische Supernovas[23]
- Gammablitze (engl. gamma-ray bursts, GRBs)[24][25]
- Zerfallsprodukte supermassiver Teilchen aus topologischen Defekten (engl. topological defects), die von Phasenübergängen im frühen Universum übrig geblieben sind.
- Teilchen, die dem Penrose-Prozess unterliegen.
- Preon-Sterne (engl. Preon stars); ein vorgeschlagener Typ von kompakten Sternen, die aus Präonen bestehen, einer Gruppe hypothetischer subatomarer Teilchen in der Elementarteilchenphysik.[26]

### Zusammenhang mit dunkler Materie
Es wird vermutet, dass aktive galaktische Kerne in der Lage sind, dunkle Materie in hochenergetische Protonen zu verwandeln. Juri Pawlow und Andrej Grib vom „Alexander Friedmann Laboratory for Theoretical Physics“ in Sankt Petersburg stellen die Hypothese auf, dass Teilchen der dunklen Materie etwa 15-mal schwerer sind als Protonen und dass sie in Paare schwerer virtueller Teilchen zerfallen können, die mit gewöhnlicher Materie wechselwirken. In der Nähe eines aktiven galaktischen Kerns kann eines dieser Teilchen in das Schwarze Loch fallen, während das andere entweicht, wie im Penrose-Prozess beschrieben. Einige dieser Teilchen kollidieren wiederum mit anderen eintreffenden Teilchen (wobei es sich um sehr energiereiche Kollisionen handelt), die nach Pawlow gewöhnliche sichtbare Protonen mit sehr hoher Energie bilden können. Pawlow behauptet dann, dass der Beweis für solche Prozesse ultrahochenergetische Teilchen der kosmischen Strahlung sind.